# Replay (Tamta)
Replay è un singolo della cantante greco-georgiana Tamta, pubblicato il 5 marzo 2019 su etichetta discografica Minos EMI. È stato scritto da Geraldo Sandell, Viktor Svensson, Albin Nedler e Kristoffer Fogelmark e Alex Papaconstantinou, e prodotto da quest'ultimo. Il team è lo stesso di Fuego, brano di Eleni Foureira dell'anno precedente.
Il brano è stato selezionato internamente dall'ente radiotelevisivo cipriota CyBC per rappresentare Cipro all'Eurovision Song Contest 2019 a Tel Aviv, in Israele. Dopo essersi qualificata dalla prima semifinale del 14 maggio, si è esibita per undicesima nella finale del 18 maggio successivo. Qui si è classificata 13ª su 26 partecipanti con 101 punti totalizzati, di cui 32 dal televoto e 77 dalle giurie, regalando a Cipro il secondo migliore risultato del decennio dopo il secondo posto conquistato da Eleni Foureira l'anno precedente. È stata la più votata dal pubblico di Georgia e Grecia, e la più popolare fra i giurati della Grecia.

## Tracce
Download digitale
1. Replay – 2:53

## Classifiche
| Classifica (2019) | Posizione massima |
| ----------------- | ----------------- |
| Estonia           | 27                |
| Grecia            | 2                 |
| Islanda           | 24                |
| Lituania          | 21                |
| Svezia            | 72                |